# Stationers Company

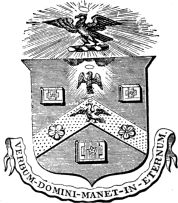
El escudo de la Stationers Company con la inscripción Verdum-Domini-Manet-In-Eternum en su pie.

La Honorable Compañía de Impresores y Periódicos (en inglés la Stationers' Company) es una de las Livery Companies de la ciudad de Londres. La Stationers' se fundó en 1403, y en 1557 recibió la cédula real. Sostuvo un monopolio sobre la industria editorial y fue oficialmente responsable de establecer y reforzar legislaciones vinculadas al comercio del libro hasta la sanción del Estatuto de la Reina Ana, en 1709. 
Todos sus miembros están involucrados con las modernas industrias de comunicación gráfica y visual, que evolucionaron desde las industrias originales que estaban asociadas a la Compañía. Estas industrias incluyen a las imprentas, las papeleras, las productoras de paquetes y productos de oficina, publicidad, diseño, fotografía, filmación y producción de vídeo, editoriales de libros, periódicos y diarios y medios digitales. Su principal propósito en la actualidad es el de proveer un medio independiente para que sus miembros puedan alcanzar sus intereses estratégicos, educativos, de formación y de caridad).

## Historia
En 1403, la Corporación de Londres aprobó la formación de un gremio de impresores y papeleros. En aquel momento, los impresores y papeleros eran tanto los escritores de textos como los ilustradores de libros, los libreros y los encuadernadores que trabajan en talleres próximos a la Catedral de San Pablo. Los libreros vendían libros manuscritos que ellos o sus empleados habían copiado. También vendían los materiales de escritura que utilizaban, y los iluminadores ilustraban y decoraban los manuscritos.
La imprenta desplazó gradualmente la producción de manuscritos y para el tiempo en que el gremio recibió la cédula real de incorporación, el 4 de mayo de 1557, ya era en efecto un gremio de imprenteros. En 1559, se convirtió en la 47 compañía de librea (en inglés: livery company). Su sede central estaba en el Peter College, que se lo compró a la Catedral de St. Paul. Durante los períodos Período Tudor y Estuardo, se le concedió a la Stationers' poder para perseguir a aquellos "libros ofensivos" que violaban los estándares de contenidos fijados por la Iglesia y el Estado; sus oficiales podían llevar a los ofensores frente a las autoridades eclesiásticas, incluyendo al Obispo de Londres y al Arzobispo de Canterbury. Por lo tanto, la Stationers' y sus oficiales jugaron un muy importante papel en la cultura de Inglaterra, mientras se desarrollaban durante las particularmente turbulentas épocas de la Reforma Protestante y la Guerra Civil Inglesa.  
El estatuto de la Stationers' establecía un monopolio sobre la producción de libros, asegurándole al miembro que una vez que registraba la propiedad sobre el texto (o "copia"), ningún otro miembro podía publicarlo. Este es el origen del término "copyright". Nadie que no fuera miembro de la Stationers' estaba autorizado a imprimir libros. Los miembros obtenían la propiedad sobre las copias al ingresar el nombre del texto en un registro llamado "Stationers' Company Register". El registro de la Stationers' Company se volvió uno de los registros documentales más importantes en el estudio posterior del teatro inglés renacentista.  
En 1603, la Stationers' formó el English stock, una sociedad editorial anónima fundada por las acciones que poseían distintos miembros de la Stationers'. Este redituable negocio obtuvo muchas patentes de impresión, entre las cuales estaban los almanaques. La compañía empleaba a imprenteros sin empleo y distribuía parte de sus ganancias a los pobres. 
En 1606, la Stationers' compró la Casa Avergavenny en la calle Ava Maria y se mudó del Peters College. El nuevo hall se quemó en el Gran Incendio de Londres de 1666, junto con varios libros por un valor total de £40,000 libras esterlinas. El hall fue reconstruido. Su hall actual permanece con una apariencia similar a la de su reapertura en 1673. En 1748 se le añadió una sala y en 1800 se modificó la fachada externa, que perdura hasta hoy.
En 1695, el poder de monopolio de la Stationers' fue disminuido, y en 1710 el Parlamento inglés sancionó el Estatuto de la Reina Ana.
La Stationers' fundó su propia escuela en 1861, para educar a los hijos y miembros de la compañía. En 1894, la escuela se mudó al norte de Londres, y finalmente cerró en 1983.
El registro bajo la ley de copyright de 1911 llegó a su fin en diciembre de 1923, y a partir de ese momento la Stationers' estableció un registro voluntario en el cual los copyrights podían ser registrados para mostrar una prueba escrita de propiedad en caso de disputas. 
En 1937, una cédula real fusionó a la Stationers' Company con la Compañía de Periódicos, que había sido fundada seis años atrás, en la compañía del nombre actual.
- Datos: Q1013382
- Multimedia: Worshipful Company of Stationers and Newspaper Makers / Q1013382